# ميخائيل جيبسون (مقدم تلفزيوني)
ميخائيل جيبسون (بالإنجليزية: Michael Gibson)‏ هو مقدم تلفزيوني بريطاني، ولد في 29 أكتوبر 1980 في بلاكبرن في المملكة المتحدة.